# Haltota
Haltota (in singalese හල්තොට) è un comune dello Sri Lanka facente parte del distretto di Kalutara, nella Provincia Occidentale.
La sua notorietà è profondamente legata alla figura quasi leggendaria del re Raigam Bandara, vissuto nel XVI secolo.